# Europese kampioenschappen judo 1985 (vrouwen)
De Europese kampioenschappen judo 1985 voor vrouwen werden van 15 tot en met 17 maart 1985 gehouden in Landskrona, Zweden. 

## Resultaten

### Vrouwen
| Gewichtsklasse | Goud                  | Zilver           | Brons                                  |
| -------------- | --------------------- | ---------------- | -------------------------------------- |
| – 48 kg        | Marie-France Colignon | Birgit Friedrich | Anna Chodakowska Ann-Marie Briody      |
| – 52 kg        | Pascale Doger         | Tipi Kantojärvi  | Karen Briggs Edith Hrovat              |
| – 56 kg        | Béatrice Rodriguez    | Gerda Winklbauer | Diane Bell Maria Gontowicz             |
| – 61 kg        | Bogusława Olechnowicz | Gabi Ritschel    | Ann De Brabandere Ann Hughes           |
| – 66 kg        | Brigitte Deydier      | Roswitha Hartl   | Elisabeth Karlsson Maria Carmen Bellón |
| – 72 kg        | Ingrid Berghmans      | Barbara Claßen   | Natalina Lupino Karin Posch            |
| + 72 kg        | Sandra Bradshaw       | Anne Åkerblom    | Maria Teresa Motta Marjolein van Unen  |
| Open           | Marjolein van Unen    | Karin Posch      | Theresa Hayden Beata Maksymow          |

## Medailleklassement
| Plaats | Land                     | Goud | Zilver | Brons | Totaal |
| 1      | Frankrijk                | 4    | –      | 1     | 5      |
| 2      | Verenigd Koninkrijk      | 1    | –      | 5     | 6      |
| 3      | Polen                    | 1    | –      | 3     | 4      |
| 4      | België                   | 1    | –      | 1     | 2      |
| 4      | Nederland                | 1    | –      | 1     | 2      |
| 6      | Oostenrijk               | –    | 3      | 2     | 5      |
| 7      | Bondsrepubliek Duitsland | –    | 3      | –     | 3      |
| 8      | Zweden                   | –    | 1      | 1     | 2      |
| 9      | Finland                  | –    | 1      | –     | 1      |
| 10     | Italië                   | –    | –      | 1     | 1      |
| 10     | Spanje                   | –    | –      | 1     | 1      |
|        | Totaal                   | 8    | 8      | 16    | 32     |